# Vega (fusée)
Pour les articles homonymes, voir Véga (homonymie).
Vega (en italien : Vettore Europeo di Generazione Avanzata, « Vecteur européen de génération avancée ») est un lanceur léger de l'Agence spatiale européenne (ESA) développé sous maîtrise d'œuvre italienne dont le premier vol a lieu le 13 février 2012 depuis le Centre spatial guyanais de Kourou en Guyane.
Dans sa version de 2022 (Vega-C), le lanceur européen permet de placer en orbite terrestre basse une ou plusieurs charges utiles dont la masse totale peut aller jusqu'à 3,3 tonnes, ou 2,3 tonnes sur une orbite héliosynchrone. Les lancements de Vega, qui sont commercialisés par Arianespace, ont lieu depuis l'ensemble de lancement Vega (ELV) installé à Kourou.
Vega comporte quatre étages dont les trois premiers sont à propergol solide. Le premier étage, dérivé des étages d'accélération à poudre (EAP) d'Ariane 5, utilise, pour la première fois sur un étage à propulsion solide de cette taille, une enveloppe réalisée en fibre de carbone pré-imprégnée de résine polyépoxyde au lieu de l'acier, ce qui permet d'abaisser fortement la masse à vide. Cette évolution est appliquée par la suite aux étages d'accélération à poudre du nouveau lanceur européen Ariane 6. Le coût de développement de Vega se monte à 710 millions d'euros, plus 400 millions d'euros au titre du programme d'accompagnement VERTA, qui finance les cinq premiers vols ainsi qu'une amélioration des performances.
Le développement d'une version du lanceur plus puissante, baptisée Vega-C et caractérisée principalement par le remplacement de ses deux premiers étages, est décidée en 2014. Elle effectue un premier vol réussi le 13 juillet 2022, mais subit un échec en décembre 2022, contribuant à la crise de l'Europe spatiale, privée de lanceur. La capacité d'emport vers une orbite héliosynchrone passe de 1,5 à 2,3 tonnes au prix d'une augmentation substantielle de la masse au décollage, qui passe à 230 tonnes. Le premier étage est identique au propulseur d'appoint du lanceur Ariane 6. Une version entraînant le remplacement des deux derniers étages par un unique étage à ergols liquides, Vega-E, est en cours de développement.

## Contexte

### Absence européenne du créneau des lanceurs légers/moyens

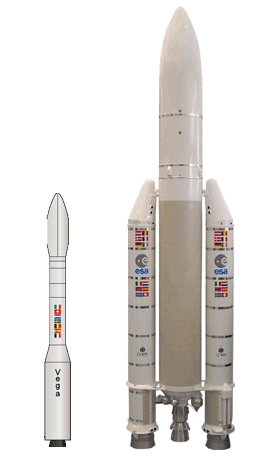
Le lanceur Vega (à gauche) à l'échelle d'Ariane 5.

Le marché des lanceurs de satellites est segmenté en trois catégories qui se différencient par leur capacité d'emport :
- lanceurs lourds comme Ariane 5, Proton, Atlas V, Falcon 9 ou Delta IV capables d'emporter jusqu'à 20 tonnes en orbite terrestre basse ;
- lanceurs moyens comme Zenit, Longue Marche 3 ou Soyouz (de 5 à 10 tonnes) ;
- lanceurs légers comme Rokot ou PSLV.

L'Agence spatiale européenne est, jusqu'à l'apparition de Vega, uniquement présente sur le segment des lanceurs lourds avec Ariane 5, et elle confie le lancement de la plupart de ses satellites, qui ne nécessitent pas la puissance d'un lanceur lourd, à des fusées russes au coût modéré. Pour les satellites « légers », les lanceurs utilisés sont Rokot (satellites SMOS, PROBA-2, GOCE, CryoSat, GRACE), Dnepr (TerraSAR-X, Prisma, Picard, CryoSat-2, DEMETER) ou indien tel que PSLV (Megha-Tropiques, AGILE, PROBA-1). Le lancement des satellites européens de taille moyenne est généralement confié au lanceur Soyouz.

### Autonomie contre coûts
Le développement d'un nouveau lanceur nécessite un investissement important. Dans le cas d'un lanceur de petite taille, l'investissement n'est même pas contrebalancé par l'acquisition d'une plus grande expertise technique et la présence de nombreuses alternatives commerciales à faible coût limitent encore l'attrait d'un lanceur européen positionné sur ce créneau. La décision de développer un lanceur de ce type résulte donc avant tout d'un choix politique dont l'objectif est d'accroître l'indépendance de l'Europe.[réf. nécessaire]

### Besoins de lancement européens
Les projets spatiaux de l'Agence spatiale européenne et de ses pays membres dans le domaine institutionnel (non commercial) aboutissent au lancement dans les années les plus fastes d'une dizaine de satellites par an dont la moitié sont des engins de moins de 1,5 tonne. Le marché mondial des satellites commerciaux du même tonnage représente de 9 à 11 satellites par an[réf. nécessaire], mais il y a une concurrence relativement importante puisque près d'une dizaine de lanceurs peuvent prendre en charge la mise en orbite de ce type de satellite.
| Orbite                                                        | Masse                   | Nombre satellites institutionnels européens | Nombre satellites commerciaux (international) |
| ------------------------------------------------------------- | ----------------------- | ------------------------------------------- | --------------------------------------------- |
| Orbite de transfert géostationnaire + sondes interplanétaires | 2 à 5 tonnes (+ micros) | 1,5 par an 40 % < 3 tonnes                  | 16 à 22 par an                                |
| Orbite moyenne                                                | de 1,6 à 4,9 tonnes     | 3 par an (Galileo 30 satellites)            | 0                                             |
| Orbite basse satellites lourds                                | de 7 à 20 tonnes        | 0,5 par an (ATV)                            | 0                                             |
| Orbite basse satellites moyens/lourds                         | de 1,5 à 4 tonnes       | 1,5 par an                                  | 1 par an                                      |
| Orbite basse petits satellites                                | de 0,5 à 1,5 tonne      | 2 à 2,5 par an                              | 2 à 3 par an hors constellation               |
| Orbite basse mini et microsatellites                          | de 50 à 500             | 3 à 4 par an                                | 7 à 8 par an hors constellation               |

## Historique du développement

### Expérience italienne des lanceurs légers
Au cours des années 1960, l'industrie spatiale italienne acquiert une expérience dans le domaine des lanceurs en tirant des lanceurs Scout américains depuis la plate-forme San Marco que l'Italie possède au large du Kenya : l'Italie met ainsi en orbite 9 satellites scientifiques entre 1966 et 1988. L'arrêt de la fabrication du lanceur Scout en 1994 interrompt cette activité. BPD filiale de Fiat Avio propose en 1995 de développer un petit lanceur à propergol solide de 16 tonnes capable de placer 700 kilogrammes en orbite terrestre basse. L'industrie italienne a en effet à cette époque acquis une solide compétence dans le domaine de la propulsion à propergol solide à travers la réalisation des propulseurs à poudre (PAP) du lanceur Ariane 4 et sa participation dans la fabrication des étages d'accélération à poudre (EAP) d'Ariane 5. En 1997, ce projet de lanceur est revu avec des capacités augmentées (1 600 kg en orbite polaire pour la version baptisée Vega K) dans le cadre d'une association avec le constructeur ukrainien Bureau d'études Ioujnoïe (NPO Yuzhnoye) qui doit fournir un quatrième étage à ergols liquides.

### Premières esquisses et lancement du projet (1998-2000)
En février 1998, l'Agence spatiale italienne (ASI) propose à l'Agence spatiale européenne de développer dans le cadre européen un lanceur permettant de lancer un satellite de 800 kg en orbite héliosynchrone depuis Kourou avec une coiffe de 2 mètres de diamètre pour un coût de production inférieur à 20 millions de dollars américains. Pour réduire les coûts, des technologies existantes sont réutilisées et le nouveau lanceur, baptisé Vega, est lancé à partir des installations réaménagées du premier lanceur européen Ariane 1. Le premier vol est envisagé pour 2003. Les membres de l'ESA acceptent en juin 1998 de financer uniquement une phase de pré-étude. Alors que cette phase est achevée, les représentants des pays membres de l'ESA, réunis en août 1999, ne parviennent pas à se mettre d'accord pour financer le développement du lanceur.
Durant la période d'incertitude qui suit, l'étage à poudre Zefiro 23, qui doit constituer le second étage de Vega, est testé sur banc d'essai et les spécifications du lanceur sont modifiées après une nouvelle étude de marché : la charge utile maximale pour l'orbite polaire passe de 0,8 tonne à 1,5 tonne. L'option technique la plus structurante du projet est le choix pour le premier étage P80 d'une enveloppe en fibre de carbone pré-imprégnée de résine polyépoxyde au lieu de l'acier habituellement utilisé pour résister aux pressions et températures rencontrées sur un propulseur à propergol solide de cette taille. Cette solution permet de réduire fortement la masse à vide de l'étage ; le lanceur Vega doit jouer le rôle de démonstrateur technologique pour une technique qui peut être appliquée par la suite aux étages d'accélération à poudre (EAP) d'Ariane 5. Néanmoins, cette solution implique de prolonger la phase d'études conduisant à un premier lancement fin 2005. En décembre 2000, le développement du lanceur Vega est adopté en tant que programme facultatif : sept États de l'agence spatiale européenne (Italie, France, Belgique, Espagne, Pays-Bas, Suisse et Suède) acceptent de financer le nouveau lanceur. Le programme est lancé sous maîtrise d'œuvre italienne. Le budget alloué au projet est de 335 millions d'euros. Le développement du P80 fait l'objet d'un programme distinct piloté par le CNES et d'une enveloppe budgétaire de 123 millions d'euros : la moitié de cette somme est apportée par la société italienne Avio tandis que le solde est fourni par des participations de l'Italie, de la France, de la Belgique et des Pays-Bas,.

### Fabrication (2000-2011)
Le programme n'est pas lancé immédiatement car le marché des lanceurs s'effondre à la suite de l'éclatement de la bulle spéculative Internet en mars 2000 qui met fin à la multiplication des satellites de télécommunications. Par ailleurs, les défaillances du lanceur Ariane 5 et le financement de la participation européenne à la Station spatiale internationale drainent les ressources financières de l'Agence. L'ESA confie, en février 2003, le développement du lanceur au groupe italien European Launch Vehicle (ELV) détenu à 70 % par Avio et à 30 % par l'Agence spatiale italienne. Le premier lancement est planifié à l'époque pour 2006. Mais les conséquences de l'échec du premier vol de Ariane 5 ECA repoussent cette échéance à fin 2007. En 2006, le premier étage P80 et le deuxième étage Zefiro 23 du lanceur effectuent leur premier test sur banc d'essai. Début 2009, le portique mobile du futur pas de tir du lanceur à Kourou effectue un premier test de roulement. Un test d'assemblage de Vega sur le pas de tir est effectué fin 2010 et début 2011, avec des maquettes des étages du lanceur pour valider le chargement du carburant et le fonctionnement des circuits électriques et les dispositifs mécaniques. En octobre 2010, les éléments du premier lanceur sont transportés par voie maritime jusqu'à Kourou pour le premier vol de qualification planifié pour février 2012. Vega effectue avec succès son premier vol le 13 février 2012. Au cours des années suivantes, la cadence des tirs passe de un par an à deux ou trois par an à partir de 2015.

### Programme d'accompagnementVERTA
Le programme de développement de Vega est suivi d'un programme d'accompagnement, baptisé VERTA (Vega Research and Technology Accompaniment), visant à financer 5 vols et à améliorer les performances tout en industrialisant la production du lanceur. VERTA finance quatre lancements de satellites de l'Agence spatiale européenne : PROBA-V, ADM-Aeolus, LISA Pathfinder et IXV. Le premier vol VERTA sous la responsabilité d'Arianespace a lieu le 7 mai 2013, un peu plus d'un an après le vol de qualification du lanceur.
Par ailleurs, un premier contrat commercial est signé le 14 décembre 2011 pour le lancement des satellites GMES ESA/EUMETSAT, Sentinel-2b et -3b programmé pour 2014-2016.

### Développement de la versionVega C

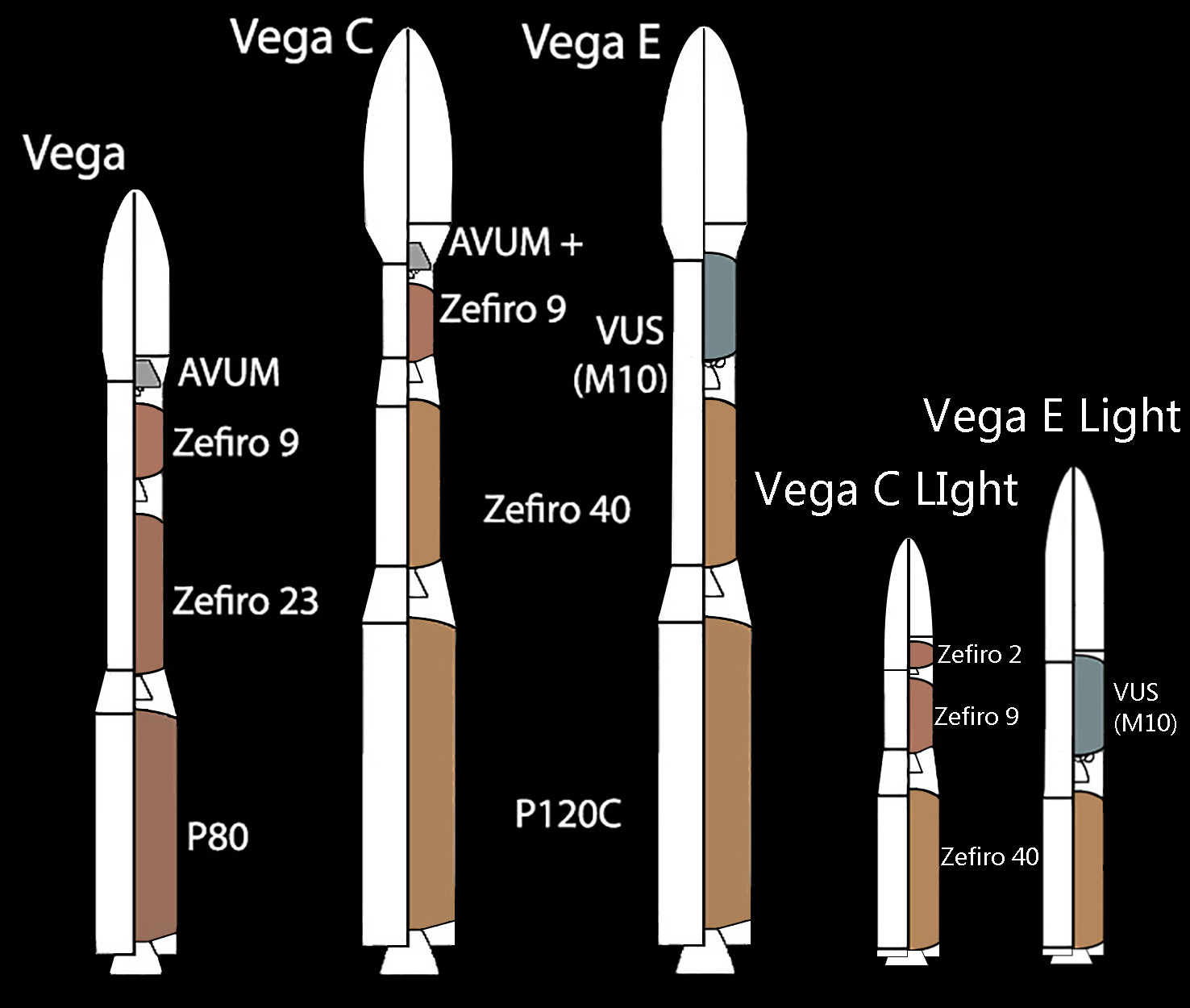
Les différentes versions du lanceur Vega en production ou envisagées.

En décembre 2014, l'Agence spatiale européenne donne son feu vert pour le développement d'une version plus puissante du lanceur, baptisée « Vega-C » (C pour « consolidation »), dont le premier vol était prévu en 2019. Les objectifs sont de renforcer la position de la fusée Vega sur le marché des lanceurs à court et moyen terme, accroitre sa capacité d'au moins 200 kilogrammes tout en n'augmentant pas les coûts par rapport à version existantes. Le premier étage P120C, qui constitue la principale évolution et sera également utilisé par le lanceur moyen/lourd Ariane 6, est testé pour la première fois sur banc d'essais en juillet 2018. Deux tests ultérieurs réalisés en janvier 2019 et en octobre 2020 confirment son bon fonctionnement. Le vol inaugural de cette version a eu lieu avec succès le 13 juillet 2022.

### Vega Evolution
L'agence spatiale européenne donne son accord fin novembre 2017 pour le développement d'une version améliorée de la Vega-C, baptisée Vega-E (E comme évolution), et la réalisation d'un petit avion spatial réutilisable (Space Rider) qui doit être emporté par le lanceur. La Vega-E est caractérisée par le remplacement du troisième étage Zefiro-9 et de l'étage AVUM par un étage unique à ergols liquides propulsé par un moteur à ergols liquides M10 brûlant un mélange de méthane et d'oxygène liquide. Le premier vol est programmé vers 2027.

### Développement des lancements de groupe de satellites (2018)
En avril 2018, Arianespace décide de commercialiser des lancements Vega en mode « rideshare », c'est-à-dire emportant un nombre élevé de petites charges utiles distinctes allant du nanosatellite (CubeSat de quelques kilogrammes) au micro-satellite de 500 kilogrammes. Ce marché, qui se développe rapidement, est monopolisé par le lanceur indien PSLV et le lanceur de SpaceX Falcon 9. Un dispenseur adapté à la fusée Vega et permettant d'accueillir 10 à 15 micro et nanosatellites ou distributeurs de nanosatellites est mis au point. Cet équipement, développé par les sociétés tchèque SAB Aerospace et italienne Bercella, est modulaire pour s'adapter aux différentes configurations des charges utiles. La première mission SSMS (en anglais : Small Spacecraft Mission Service, en français : « service de lancement des petits satellites »), emportant 53 satellites représentant une masse totale de 877 kg (1 327 kg avec le dispenseur) est lancée avec succès le 3 septembre 2020 (16e vol du lanceur Vega). Les sept premiers satellites sont placés sur une orbite héliosynchrone à 515 kilomètres d'altitude, les suivants à une altitude de 530 kilomètres. Les satellites placés en orbite comprennent notamment ESAIL, ION-SCV 1, ÑuSat, NewSat-6, UPMSat 2, NEMO-HD, GHGSat C1, 14 CubeSat 3U de type Flock-4V et 12 picosatellites (250 grammes),.

### Conséquences du conflit russo-ukrainien (mars 2022)
Vega est affecté par les conséquences de l'invasion de l'Ukraine par la Russie qui débute fin février 2022 car sa disponibilité est menacée. En effet, le dernier étage AVUM est fourni par l'entreprise ukrainienne Ioujmach, dont l'établissement est situé à Dnipro en pleine zone du conflit.

### Coûts
Le coût total du programme (hors Vega-C et E) se monte à 710 millions d'euros, auxquels s'ajoutent 400 millions d'euros au titre du programme d'accompagnement VERTA. Par ailleurs, Avio investit 76 millions d'euros pour développer l'étage P80. Le financement du développement du lanceur et de VERTA est pris en charge par l'Italie (58,5 % pour le développement du lanceur et 57,8 % pour VERTA, respectivement), la France (25,3 et 23,1 %), la Belgique (6,9 et 5,6 %), l'Espagne (4,6 et 7,7 %), les Pays-Bas (3,2 et 2 %), la Suisse (1 et 1,6 %) et la Suède (0,6 et 0,7 %).

## Caractéristiques techniques détaillées du lanceur

Schéma de Vega.

Vega complète la gamme d'Arianespace, aux côtés du lanceur lourd Ariane 5 et du lanceur moyen russe Soyouz. Vega est conçu pour lancer des satellites de petite taille en orbite terrestre basse ou en orbite héliosynchrone. Le lanceur Vega comprend trois étages à propergol solide, surmontés d'un étage supérieur propulsé par un moteur-fusée brûlant des ergols liquides.

### Version initiale (2012-2024)

#### Caractéristiques générales
La version initiale du lanceur Vega a une masse totale de 136 tonnes pour une hauteur de 30 mètres et un diamètre maximal de 3 mètres.

#### Premier étage P80
Le premier étage, baptisé P80, utilise la propulsion à propergol solide de type HTPB. Il reprend le diamètre de 3 mètres des étages d'accélération à poudre (EAP) d'Ariane 5 et le propergol utilisé est, comme pour ce lanceur, du propergol composite avec une légère évolution dans la composition. La longueur est de 11,2 mètres contre 31 mètres pour les étages d'accélération à poudre d’Ariane 5. Mais dans les autres domaines il introduit d'importantes innovations. Celles-ci font l'objet d'un programme de financement important car il est à l'origine prévu qu'elles soient mises en œuvre par la suite aux étages d'accélération à poudre d'Ariane 5 avec des gains substantiels de charge utile à la clé (1 tonne). Elles seront en fait mises en œuvre sur Ariane 6 qui remplace Ariane 5 à compter de 2022.
- La plus importante concerne l'enveloppe qui est beaucoup plus légère car réalisée en fibre de carbone pré-imprégnée de résine polyépoxyde au lieu de l'acier. La protection thermique qui s'interpose entre l'enveloppe et le bloc de propergol est un caoutchouc à densité réduite développé par Avio S.p.A. Ce revêtement est mis en place au moment de la réalisation de l'enveloppe.
- L'architecture de la tuyère, dont le rapport de section est de 16, est simplifiée avec un nombre de pièces réduit et un système de liaison mécanique de type anneau élastique moins onéreuse que la liaison boulonnée des étages d'accélération à poudre. Les mouvements de tangage et de lacet sont contrôlés en modifiant l'orientation de la poussée. Ceci est réalisé en faisant pivoter la tuyère qui peut être braquée de 6,5° à l'aide d'un système électromécanique qui tire son énergie d'accumulateurs ion-lithium. Ce système est plus simple que le mécanisme électrohydraulique utilisé sur Ariane 5. Le roulis est contrôlé par quatre des six petits moteurs-fusées à ergols liquides brûlant de l'hydrazine du quatrième étage AVUM.
- L'allumeur a également une architecture simplifiée.

L'enveloppe est réalisée en Italie tandis que le propergol est coulé à Kourou, en Guyane dans une usine dont le développement est financé par le CNES. L'étage contient 88 tonnes de propergol de type polybutadiène hydroxytéléchélique (PBHT 1912). L'étage est dépourvu d'ailerons aérodynamiques et le lanceur est donc instable sur le plan aérodynamique. Une jupe cylindrique en aluminium prolonge la structure de l'étage vers le bas tandis qu'une jupe de liaison inter-étages conique également en aluminium réunit l'étage P80 au deuxième étage en faisant passer le diamètre du lanceur de 3 mètres à 1,9 mètre,,.
L'étage a une masse totale de 96,2 tonnes dont 87,7 tonnes de propergols. Sa poussée maximale est de 3 015 kilonewtons (dans le vide) et son impulsion spécifique dans les mêmes conditions de 280 secondes. Il fonctionne durant 110 secondes.

#### Deuxième étageZefiro 23

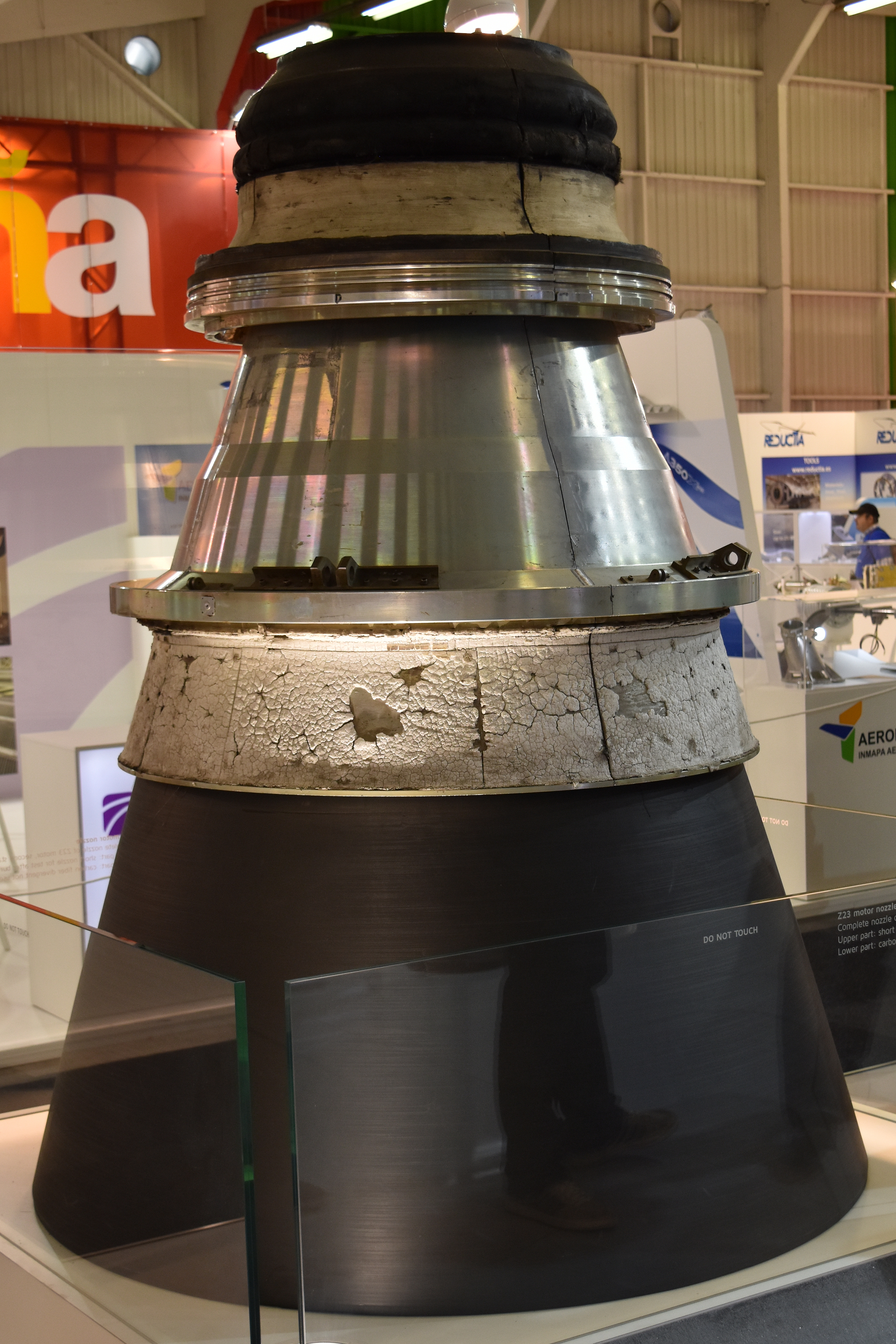
La tuyère du deuxième étage Zefiro 23.

Le deuxième étage, baptisé Zefiro 23, est dérivé de l'étage Zefiro 16 qui est déjà en cours de développement en Italie alors que le projet Vega n'existe pas encore ; le premier test sur banc d'essai du Zefiro 16 est réalisé en 1998. Afin d'être adopté comme second étage du lanceur Vega, il faut allonger l'étage en faisant passer la masse de propergol solide de type PBHT 1912 de 16 à 24 tonnes. L'étage Zefiro 23 a un diamètre beaucoup plus faible que celui du P80 (1,9 mètre contre 3 mètres) et est long de 8,39 mètres. La structure est réalisée, comme sur le premier étage, en fibre de carbone pré-imprégnée de résine polyépoxyde. La tuyère utilise la technique du joint flexible et peut être braquée de 7°. L'orientation de la poussée s'effectue avec le même système que le premier étage. La poussée maximale dans le vide est de 1 120 kN l'impulsion spécifique est de 280 secondes et l'étage fonctionne durant 77 secondes,,.

#### Troisième étageZefiro 9
Le troisième étage (12 tonnes dont 10,6 tonnes de propergol solide), baptisé Zefiro 9, reprend les caractéristiques du deuxième étage. La tuyère peut être braquée de 6° avec les mêmes mécanismes que les deux autres étages. La poussée maximale dans le vide est de 317 kN l'impulsion spécifique est de 296 secondes et l'étage fonctionne durant 120 secondes,,.

#### Étage supérieur AVUM et case à équipements

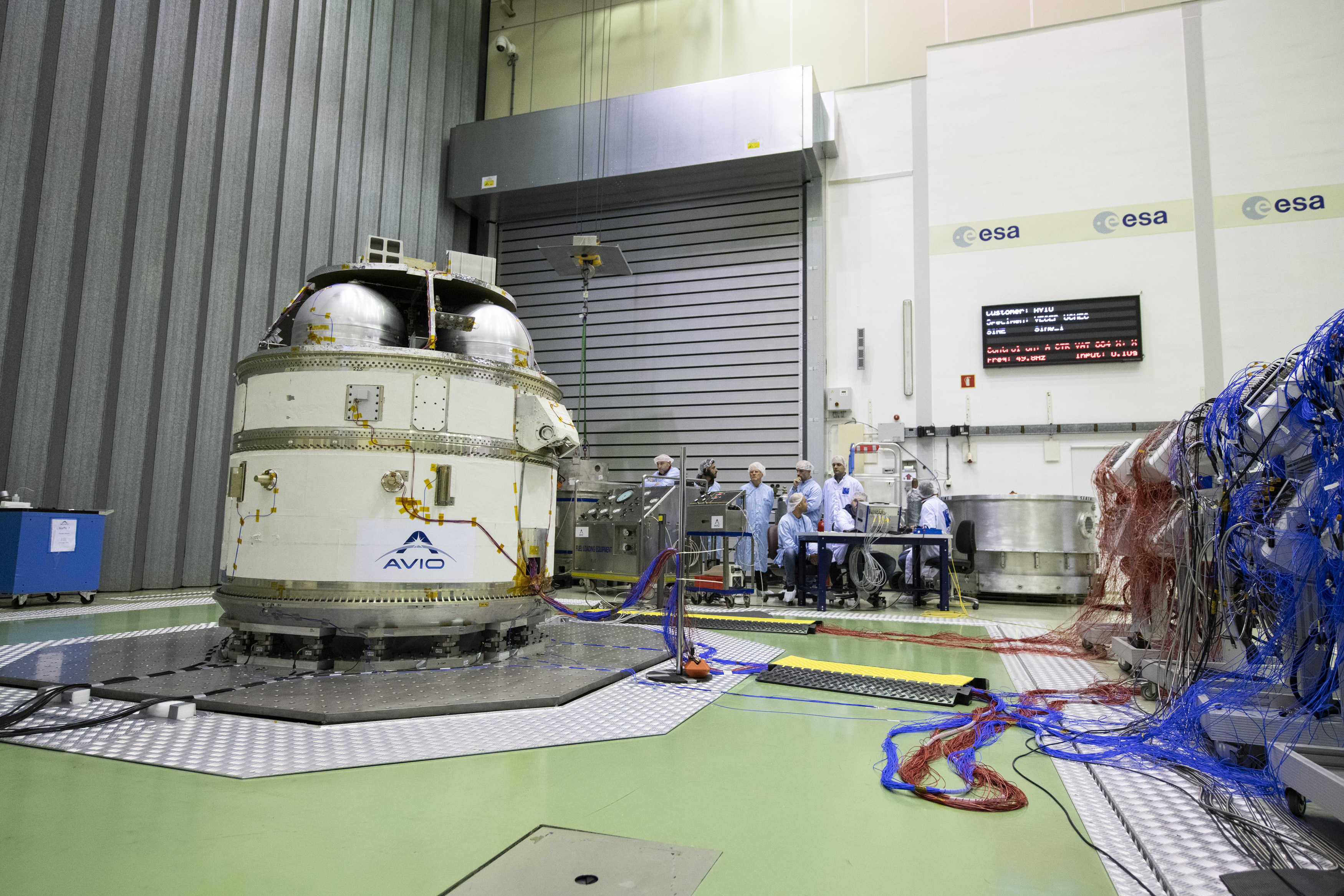
L'étage AVUM+ (version de l'étage Avum utilisée par Vega-C) est soumis à des tests de vibration.

Le lanceur Vega est surmonté d'un étage supérieur AVUM (en anglais : Attitude and Vernier Upper Module) qui regroupe un moteur-fusée à ergols liquides stockables UDMH/peroxyde d'azote, plusieurs petits propulseurs intervenant dans le contrôle d'attitude dès le début du vol ainsi que la case à équipements du lanceur qui regroupe les calculateurs chargés de la navigation du guidage et du pilotage. Le propulseur principal RD-843 (ou RD-868P) d'une poussée de 2,45 kN est un développement de la société ukrainienne du Bureau d'études Ioujnoïe (KB Yuzhnohe) dérivé du moteur du 3e étage du lanceur Dnepr. La tuyère montée sur cardan peut être inclinée de 10°. Le moteur a une masse à vide de 688 kilogrammes et il emporte 550 kg d'ergols injectés dans la chambre de combustion par pressurisation des réservoirs et a une impulsion spécifique de 314,6 secondes dans le vide. Il peut être allumé jusqu'à cinq reprises, ce qui autorise dans la phase finale du vol une grande souplesse dont les autres lanceurs dans cette catégorie ne disposent pas : il permet de corriger un écart de trajectoire résultant du fonctionnement des étages inférieurs ; si le lanceur emporte plusieurs charges utiles, il permet de les placer sur différentes orbites. L'étage dispose d'un système de contrôle d'attitude reposant sur six moteurs-fusées à ergols liquides brulant de l'hydrazine d'une poussée unitaire de 240 newtons dont deux sont dédiés au contrôle du roulis. Cet ensemble intervient :
- pour le contrôle en roulis des 2e, 3e et 4e étages ;
- pour le contrôle d'attitude du lanceur durant la phase de croisière non propulsée[21],[19],[22],[20].

#### Case à équipements
La case à équipements emporte l'avionique du lanceur. Celle-ci comprend notamment le système de guidage, navigation et pilotage GNC (Guidance, Navigation and Control), SAS (Electric Safeguard Subsystem) et de télémesures TMS (TeleMetry Subsystem). Le calculateur de bord est dix fois plus puissant que celui d'Ariane 5 ; il utilise un microprocesseur de type SPARC V7 32 bits, tolérant aux radiations et utilisé dans le domaine spatial, doté d'une puissance de traitement de 13 Mips. Il doit à terme être également installé sur le lanceur Ariane 5,.

#### Composite supérieur
Le composite supérieur est la partie du lanceur qui renferme les satellites recouverts par la coiffe. La coiffe d'une hauteur de 7,88 mètres a un diamètre de 2,6 mètres, une masse de 540 kilogrammes et un volume de 20 m3. Le largage de la coiffe s'effectue verticalement via des tubes poussoirs mis en mouvement par une charge pyrotechnique. La coiffe se sépare horizontalement en deux demi-coques qui sont maintenues solidaires par un collier de serrage. L'adaptateur VESPA de 250 kg permet des lancements doubles avec différentes combinaisons et d'emporter en plus jusqu'à six nanosatellites.
| Caractéristiques     | Premier étage              | Deuxième étage             | 3e étage                   | 4e étage                            |
| -------------------- | -------------------------- | -------------------------- | -------------------------- | ----------------------------------- |
| Nom                  | P80                        | Zefiro 23                  | Zefiro 9                   | AVUM                                |
| Pays de fabrication  | France                     | Italie                     | Italie                     | Ukraine                             |
| Hauteur              | 11,2 mètres                | 8,39 mètres                | 4,12 mètres                | 2,04 mètres                         |
| Diamètre             | 3 mètres                   | 1,9 mètre                  | 1,9 mètre                  | 1,9 mètre                           |
| Masse                | 95,8 tonnes                | 25,6 tonnes                | 10,9 tonnes                | 1,3 tonne                           |
| Masse de propergols  | 88 tonnes                  | 23,9 tonnes                | 10,1 tonnes                | 550 kg                              |
| Poussée              | 3 040 kN                   | 1 200 kN                   | 313 kN                     | 2,45 kN                             |
| Impulsion spécifique | 280 s (vide)               | 289 s (vide)               | 295 s (vide)               | 315,2 s (vide)                      |
| Ergols / moteur      | Propergol solide PBHT 1912 | Propergol solide PBHT 1912 | Propergol solide PBHT 1912 | UDMH/peroxyde d'azote Moteur RD-843 |
| Temps de combustion  | 106,8 s                    | 71,7 s                     | 109,6 s                    | 667 s                               |

### VersionVega-C(2022-)

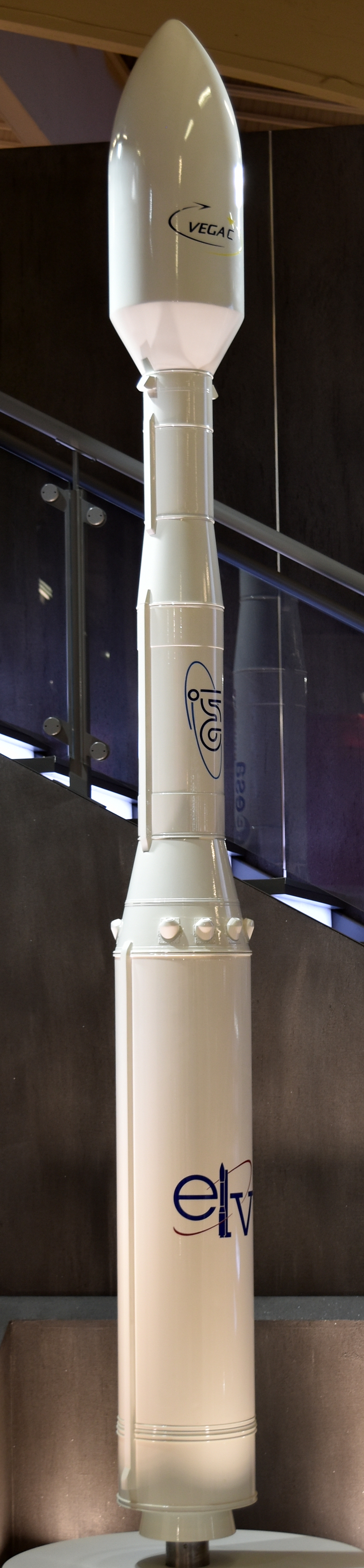
Maquette de la version Vega C, Salon international de l'aéronautique et de l'espace de Paris-Le Bourget 2015.

La Vega-C est une nouvelle version plus puissante de la fusée, pouvant lancer 2,3 tonnes sur une orbite polaire ou héliosynchrone contre 1,5 tonne dans le version d'origine. Sa charge maximale en orbite basse est de 3,3 tonnes. Son développement ayant été décidé en décembre 2014, elle effectue son premier vol en 2022. Elle est principalement caractérisée par le remplacement de ses deux premiers étages par des versions ayant une poussée supérieure. La hauteur du lanceur passe à 35 mètres et sa masse au décollage à 210 tonnes (contre 130 tonnes).

#### Premier étageP120C
Le premier étage P80 est remplacé par le P120C qui est également utilisé comme propulseur d'appoint de la fusée Ariane 6. Le P120C est haut de 13,8 m pour un diamètre de 3,4 m. Sa masse totale est de 155 t dont 141,6 t de propergol solide de type PBHT. L'étage produit une poussée maximale de 4 650 kN dans le vide. Son impulsion spécifique dans le vide atteint 279 s. Il fonctionne durant 136 secondes. Pour orienter la poussée afin de contrôler les mouvements de tangage et de lacet, la tuyère peut pivoter de 5,9°. Le roulis est contrôlé par quatre des six petits moteurs-fusées à ergols liquides brûlant de l'hydrazine du quatrième étage AVUM+. L'enveloppe (le corps du propulseur), dont la masse est de 8,3 tonnes, est fabriquée par Avio et obtenue par bobinage et placement automatique de préimprégnés carbone-époxy. Un anneau inférieur en aluminium reçoit l'électronique du système d'orientation de poussée, des batteries ainsi que des systèmes de sauvegarde. L'anneau inter-étages est une structure conique en aluminium. La séparation avec le deuxième étage est effectué à l'aide de charges pyrotechniques qui cisaillent les liaisons et de rétrofusées qui freinent le premier étage. La tuyère qui est fournie par ArianeGroup est réalisée dans plusieurs matériaux composites dont du carbone/polymère. Elle est conçue de manière à résister à l'expulsion à très grande vitesse des gaz extrêmement chauds générés par le moteur. La coulée du moteur et son intégration au lanceur sont effectués sur le site du Centre Spatial Guyanais à Kourou.

#### Deuxième étageZefiro 40
Le deuxième étage Zefiro 23 de la version d'origine du lanceur est remplacé par un Zefiro 40 qui emporte 36,2 tonnes de propergol solide et fournit une poussée de 1 304 kilonewtons dans le vide avec une impulsion spécifique de 293,5 secondes. L'étage est haut de 8,07 mètres pour un diamètre de 2,4 mètres. La durée de fonctionnement est de 92,9 secondes. Pour orienter la poussée afin de contrôler les mouvements de tangage et de lacet, la tuyère peut pivoter de 5.9°. Le roulis est contrôlé par quatre des six petits moteurs-fusées à ergols liquides brûlant de l'hydrazine du quatrième étage AVUM+.

#### Autres modifications
- La structure de l'étage AVUM+ est allégée de 98 kilogrammes et permet d'emporter 190 kilogrammes d'ergols supplémentaires. Sa masse à vide passe à 590 kg et il emporte 740 kg d'ergols auxquels s'ajoutent les 16 kg du moteur[25].
- Le lanceur Vega-C dispose d'une coiffe de plus grand diamètre (3 mètres contre 2,6 mètres)[25],[26].

| Caractéristiques     | Premier étage              | Deuxième étage             | 3e étage                   | 4e étage                            |
| -------------------- | -------------------------- | -------------------------- | -------------------------- | ----------------------------------- |
| Nom                  | P120C                      | Zefiro 40                  | Zefiro 9                   | AVUM+                               |
| Pays de fabrication  | Italie / France            | Italie                     | Italie                     | Ukraine                             |
| Hauteur              | 13,38 mètres               | 8,07 mètres                | 4,12 mètres                | 2,04 mètres                         |
| Diamètre             | 3,4 mètres                 | 2,4 mètres                 | 1,9 mètre                  | 2,18 mètres                         |
| Masse                | 155 tonnes                 | 40,5 tonnes                | 12 tonnes                  | 1,3 tonne                           |
| Masse de propergols  | 141,634 tonnes             | 36,239 tonnes              | 10,567 tonnes              | 740 kg                              |
| Poussée              | 4 323 kN                   | 1 304 kN                   | 317 kN                     | 2,45 kN                             |
| Impulsion spécifique | 279 s (vide)               | 293,5 s (vide)             | 295,9 s (vide)             | 315,8 s (vide)                      |
| Ergols / moteur      | Propergol solide PBHT 1912 | Propergol solide PBHT 1912 | Propergol solide PBHT 1912 | UDMH/peroxyde d'azote Moteur RD-843 |
| Temps de combustion  | 135,7 s                    | 92,9 s                     | 119,6 s                    | 924 s cumulé                        |

### Versions en développement ou envisagées
D'autres évolutions du lanceur Vega sont envisagées ou en cours de développement,.

#### Vega C+
Vega C+ est une évolution à mi-vie de Vega C, qui voit son premier étage P120 remplacé par un P160, permettant ainsi une augmentation de sa capacité d'emport de 200 kg de charge utile.
L'entreprise prévoit également de finaliser le moteur Multi-Purpose Green Engine (MPGE), fonctionnant aux ergols « verts » (un mélange de peroxyde d'hydrogène concentré et de kérosène considéré comme moins toxiques que l'UDMH), qui doit éventuellement remplacer le moteur ukrainien RD-843, utilisé dans le 4e étage AVUM+, s'il devient indisponible.

#### Vega E

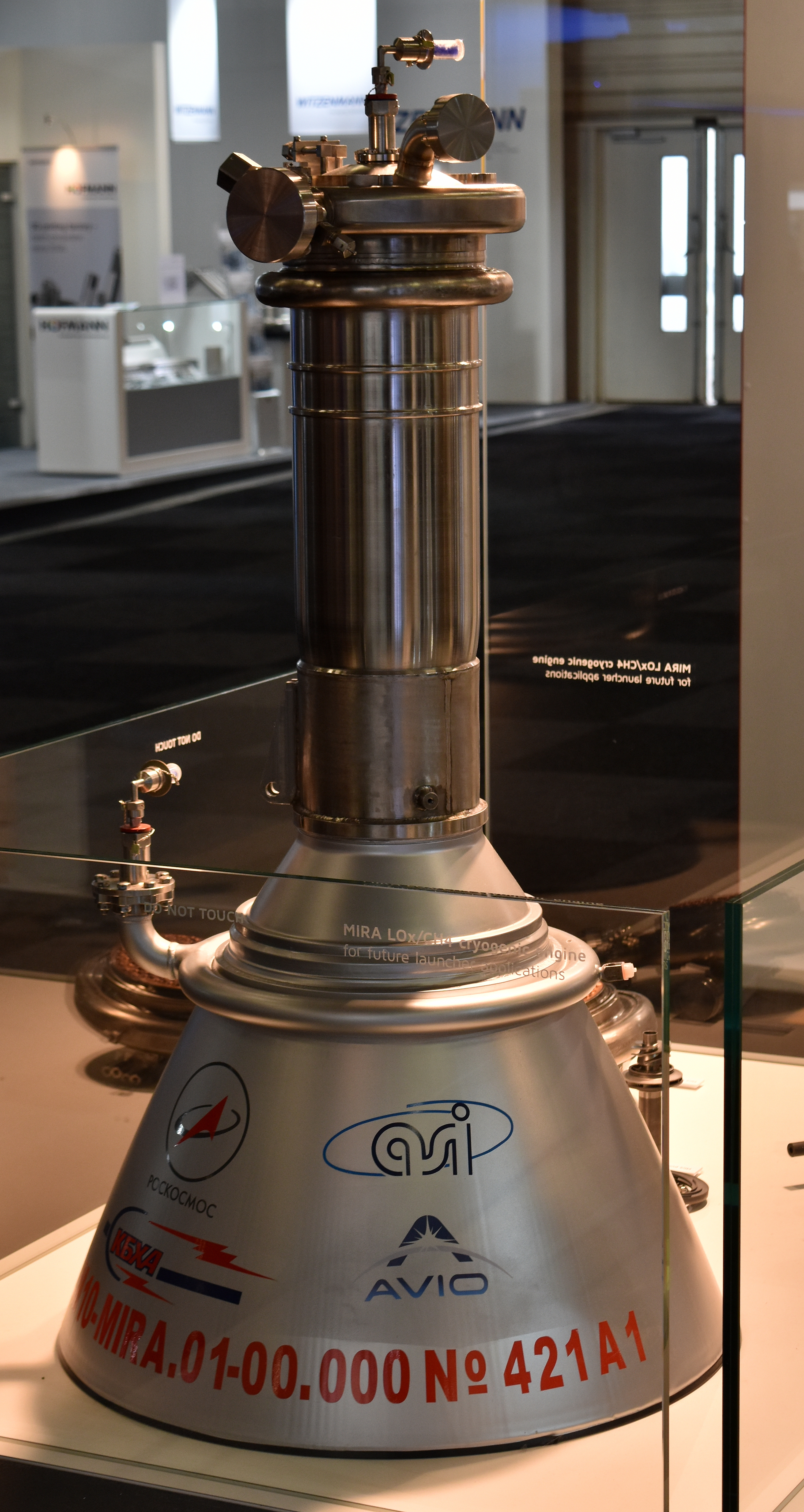
Moteur-fusée M10 qui doit propulser le troisième étage de la version Vega-E.

Vega E est une version en cours de développement caractérisée par le remplacement du 3e étage et de l'étage AVUM par un nouvel étage utilisant un moteur-fusée à ergols liquides M10 brûlant des ergols cryotechniques (méthane/oxygène) et développé spécifiquement pour ce lanceur. Ce moteur de 10 tonnes de poussée (98 kilonewtons), caractérisé par une impulsion spécifique de 362 secondes, est développé par Avio avec initialement une participation de KB Khimautomatiki, entreprise russe. Le premier vol de la version Vega-E est programmé en 2027. Le premier étage sera une évolution du P120C de Vega-C pour devenir le P160C, allongé.

#### Vega Next
Vega Next doit être une version fonctionnant intégralement aux ergols liquides et doit utiliser le nouveau moteur au méthane liquide M60 générant 60 tonnes de poussée. Elle est prévue pour après 2032.

### Performances
Le lanceur Vega est conçu pour placer en orbite terrestre basse des satellites pouvant aller jusqu'à deux ou trois tonnes (Vega-C). Il peut lancer plusieurs satellites en les insérant sur des orbites différentes. Le lanceur est conçu pour une fiabilité de 98 %. La précision de l'orbite obtenue est de ±15 km (demi-grand axe), ±0,0012 (excentricité), ±0,15° (inclinaison orbitale) et ±0,2° (longitude du nœud ascendant),
| Orbite                                                             | Charge utile¹                        | Inclinaison orbitale | Périgée | Apogée  |
| ------------------------------------------------------------------ | ------------------------------------ | -------------------- | ------- | ------- |
| Orbite héliosynchrone                                              | Vega : 1,4 tonne Vega C : 2,3 tonnes |                      | 600 km  | 600 km  |
| Orbite polaire                                                     | Vega : 1,43 tonne                    | 90°                  | 700 km  | 700 km  |
| Orbite polaire                                                     | Vega C : 2,25 tonnes                 | 88°                  | 200 km  | 500 km  |
| Orbite équatoriale elliptique                                      | Vega : 1,963 tonne                   | 5,4°                 | 250 km  | 1500 km |
| Orbite équatoriale elliptique                                      | Vega C : 1,7 tonne                   | 6°                   | 250 km  | 5700 km |
| ¹ Y compris l'adaptateur et les structures porteuses (sylda, etc.) |                                      |                      |         |         |

### Participants industriels
Le lanceur Vega est de manière majoritaire développé par l'industriel italien Avio qui est par ailleurs le maître d'œuvre du projet à travers sa participation à ELV :
- Avio (Italie) réalise l'enveloppe du 1er étage ainsi que 50 % du bloc de poudre (en participant, à 50 %, dans Europropulsion et REGULUS), les 2e et 3e étages et les tests de l'étage AVUM. Cette société est responsable de l'intégration de tous les étages.
- Herakles (France) développe la tuyère du premier étage, le corps d'allumeur ainsi que 50 % du bloc de poudre (à travers sa participation à 50 % dans Europropulsion et REGULUS).
- SABCA (Belgique) développe le système de contrôle d'orientation des tuyères (vérins électromécaniques et leurs électroniques de contrôle) des 1er, 2e, 3e et 4e étages ainsi que la jupe située à la base du 1er étage.
- Thales Alenia Space (France/Italie) développe l'avionique avec des sous-traitants comme Saab (pour le calculateur de bord et son logiciel) et Saft pour les batteries.
- Zodiac Data Systems (France) développe la télémesure (y compris la transmission en bande S) et la télé-neutralisation.
- RUAG (Suisse) développe la coiffe.
- EADS CASA (Espagne) développe l'adaptateur (composite) ainsi que la structure de l'étage AVUM.
- KB Yuzhnoye (Ukraine) développe le module de propulsion de l'étage AVUM.
- Stork Product Engineering (Pays-Bas) développe les allumeurs des étages 1, 2 et 3.
- Dutch Space (Pays-Bas) réalise la jupe interétages 1/2.

ELV participe également aux opérations de préparation et de lancement aux côtés d'Arianespace.

## Installations au sol

L'aire de lancement ELV du lanceur se trouve en haut à gauche de la carte non loin de l'aire de lancement dAriane 5.

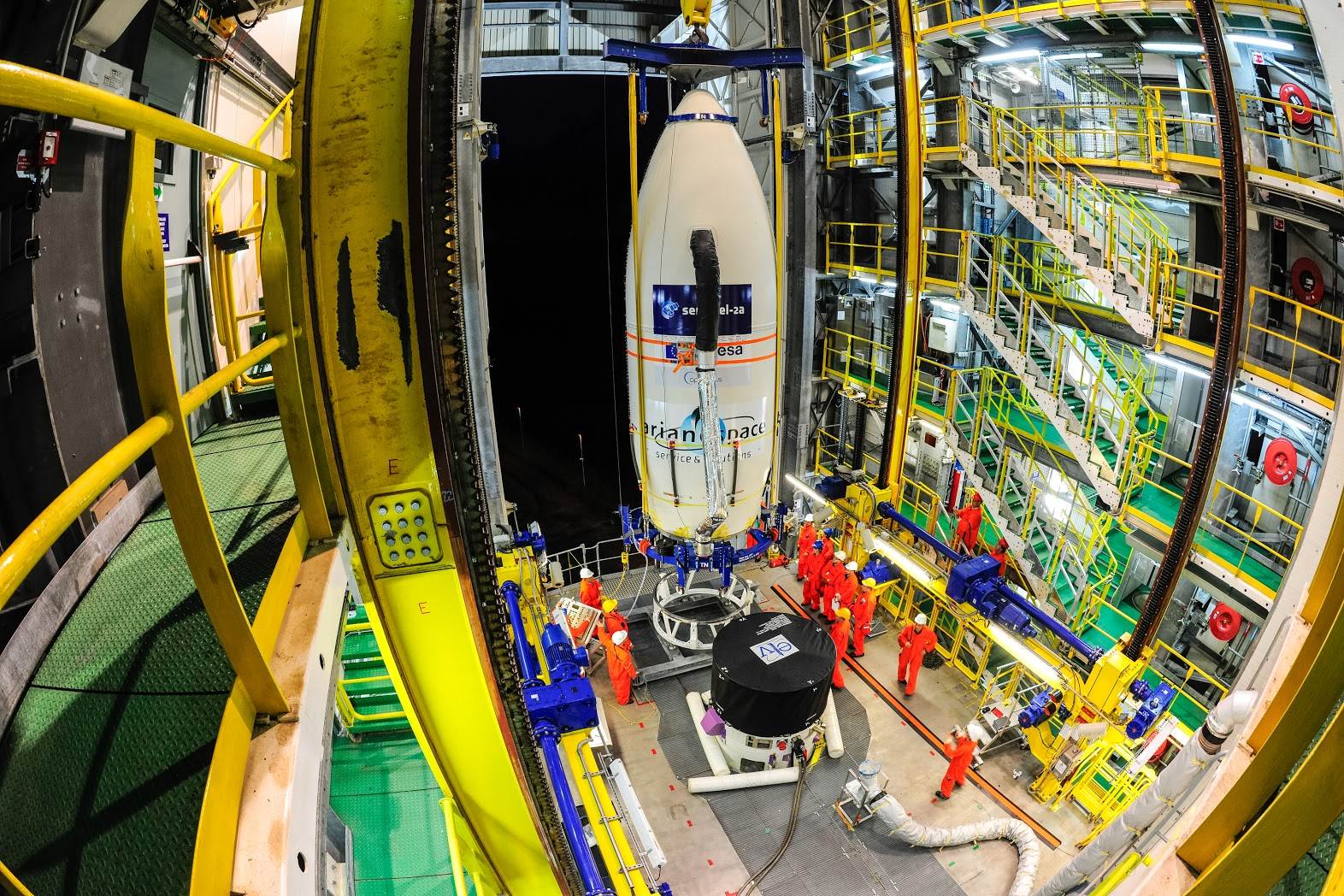
Le composite (coiffe et charges utiles) en cours d'installation sur le lanceur Vega dans le portique mobile.

### La zone de lancement ELV
Le lancement de Vega se fait depuis l'Ensemble de lancement Vega (ELV) situé sur la base de lancement de Kourou en Guyane. L'ELV est réalisé en convertissant l'ensemble de lancement ELA-1 utilisé autrefois pour les vols d’Ariane 1 qui se situe à environ 1,5 km au sud-ouest du pas de tir du lanceur Ariane 5.
Contrairement à ce qui se passe pour Ariane 5, le nouveau lanceur est assemblé directement sur l'aire de lancement dans une tour de montage mobile qui le protège des intempéries et dispose d'un pont roulant d'une capacité de levage de 40 tonnes permettant de hisser les différents composants. Cette conception, qui a le mérite de la simplicité, limite la cadence de tir ; celle-ci ne doit toutefois pas être très élevée compte tenu de la concurrence des lanceurs existants. La voie ferrée utilisée pour reculer la tour d'assemblage avant le tir ainsi que la table de lancement sur laquelle repose le lanceur sont situés sur un massif en béton qui surplombe de plusieurs mètres la zone de lancement. Des carneaux situés sous le lanceur canalisent les flammes et les gaz produits à la mise à feu du premier étage et les rejettent sur les côtés et amortissent les vibrations.

## Déroulement d'un lancement

### Opérations de préparation
Les opérations de préparation et de lancement sont prises en charge par la société Arianespace. Le lanceur est assemblé sur la table de lancement à l'aide du portique mobile. Des rampes permettent aux véhicules d'accéder au massif de béton pour amener les différents composants du lanceur. Peu avant le lancement le portique mobile, qui est monté sur rails, s'écarte du lanceur. Celui-ci est seulement fixé par sa base à la table de lancement relié à un mât ombilical par des câbles électriques et des tuyaux qui permettent le chargement en ergols liquides de l'étage AVUM, la climatisation de la charge utile et le contrôle de celle-ci ainsi que du lanceur.

### Lancement

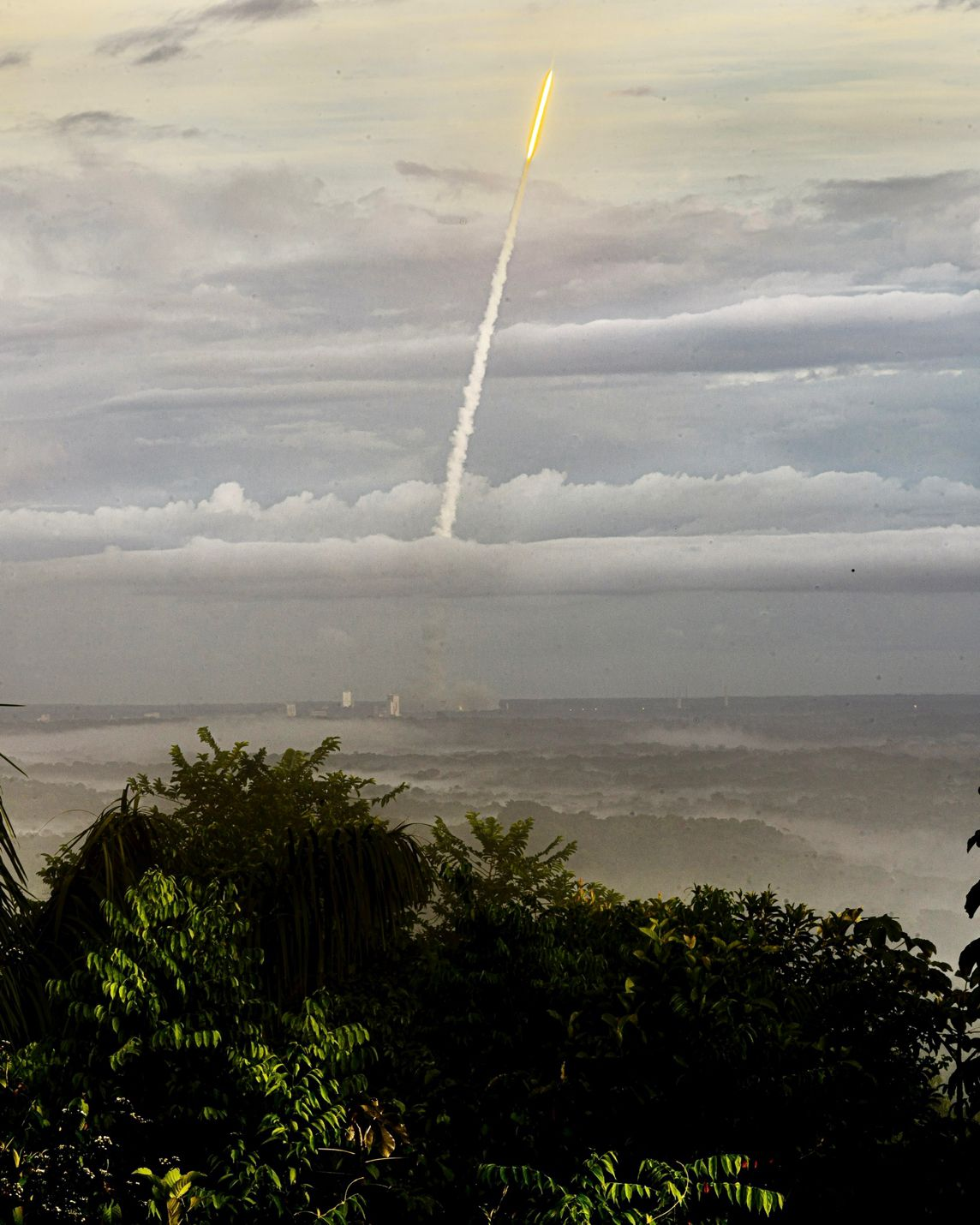
Lancement de Vega VV20 en 2021.

Le déroulement du lancement dans un cas typique comprend les phases suivantes :
- Lorsque le compte à rebours s'achève le premier étage est mis à feu et le lanceur s'élance immédiatement à la verticale puis le programme qui pilote le lanceur incline progressivement le lanceur tout en maintenant une incidence nulle[note 7]. Le premier étage est largué à l'aide de charges pyrotechniques et de rétrofusées à T+104 secondes alors que le lanceur atteint une vitesse de 1 877 m/s et le deuxième étage s'allume.
- Durant le vol du deuxième étage, l'incidence nulle est maintenue. Le deuxième étage s'éteint et est largué à l'aide de charges pyrotechniques et de rétrofusées à T+175 secondes alors que la vitesse est de 4 275 m/s. Le lanceur entame une phase de croisière non propulsée. Dix-neuf secondes[note 8] après l'extinction du deuxième étage, la coiffe est larguée et 44 secondes plus tard à T+239 s alors que la vitesse est de 4 181 m/s, le troisième étage est allumé.
- Le troisième étage fonctionne jusqu'à T+356 s, la vitesse du lanceur est alors de 7 804 m/s mais le satellite est toujours sur une trajectoire suborbitale. La séparation est réalisée par section d'un collier solidarisant les deux étages et par des ressorts. L'étage AVUM est immédiatement allumé pour continuer à rehausser l'orbite et modifier si nécessaire le plan orbital. Il est éteint lorsque le satellite se trouve sur l'orbite elliptique visée.
- Si l'orbite recherchée est circulaire, l'étage AVUM est allumé une deuxième fois après une phase de croisière non propulsée. L'étage AVUM peut être allumé en tout à cinq reprises pour parvenir à placer le satellite sur l'orbite souhaitée.
- Après séparation avec la charge utile, l'étage AVUM est allumé une dernière fois pour déclencher sa rentrée atmosphérique en conformité avec les règles internationales sur les débris spatiaux.

Installations de la zone de lancement Vega
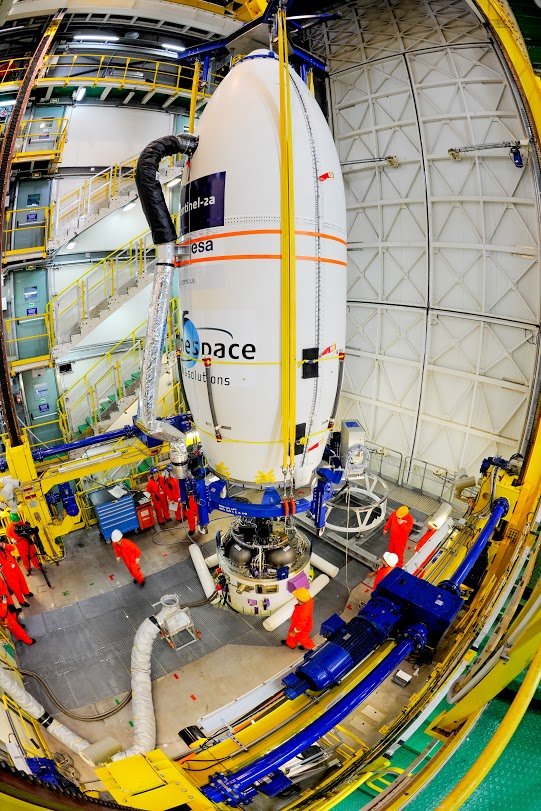
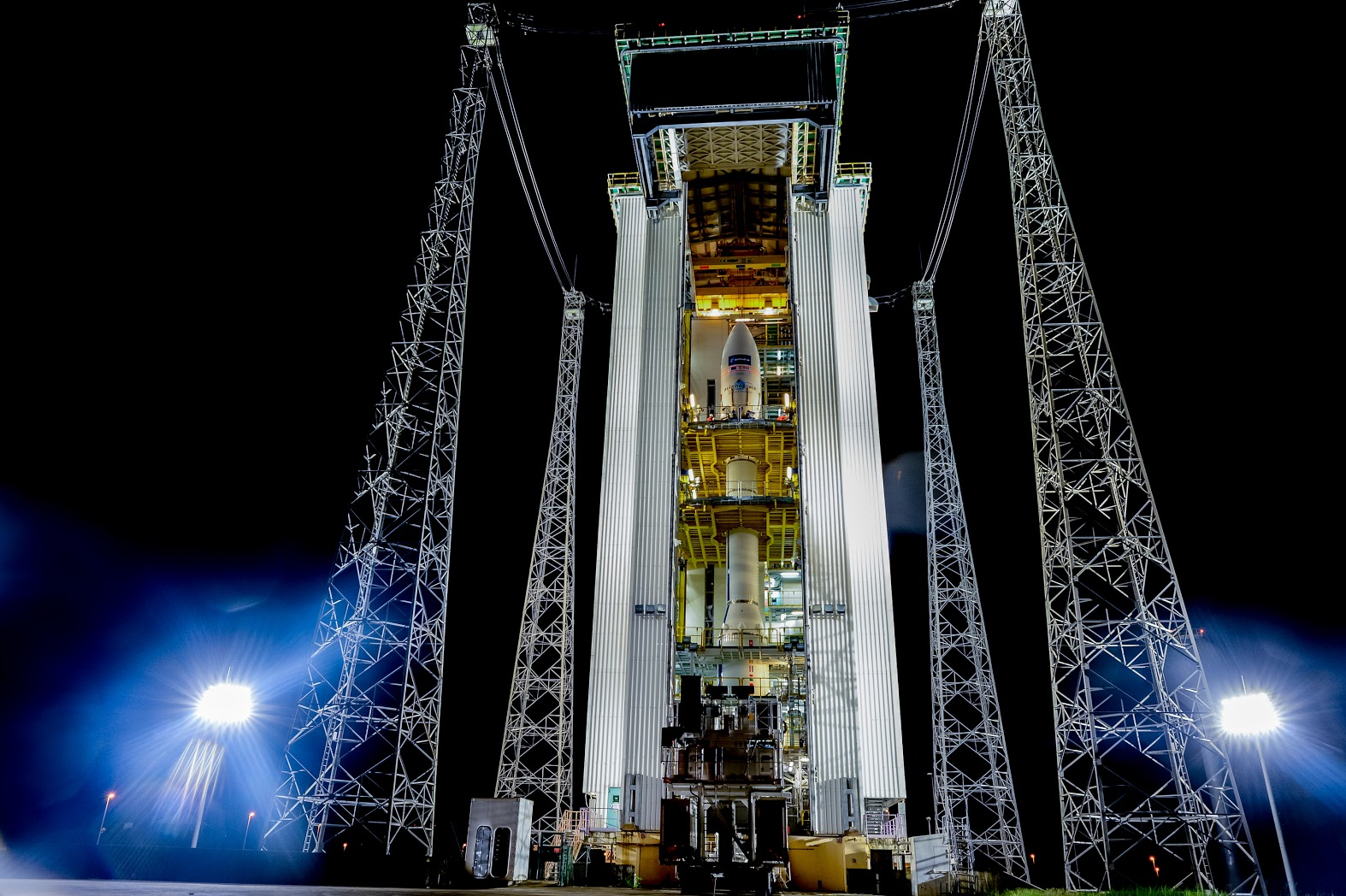
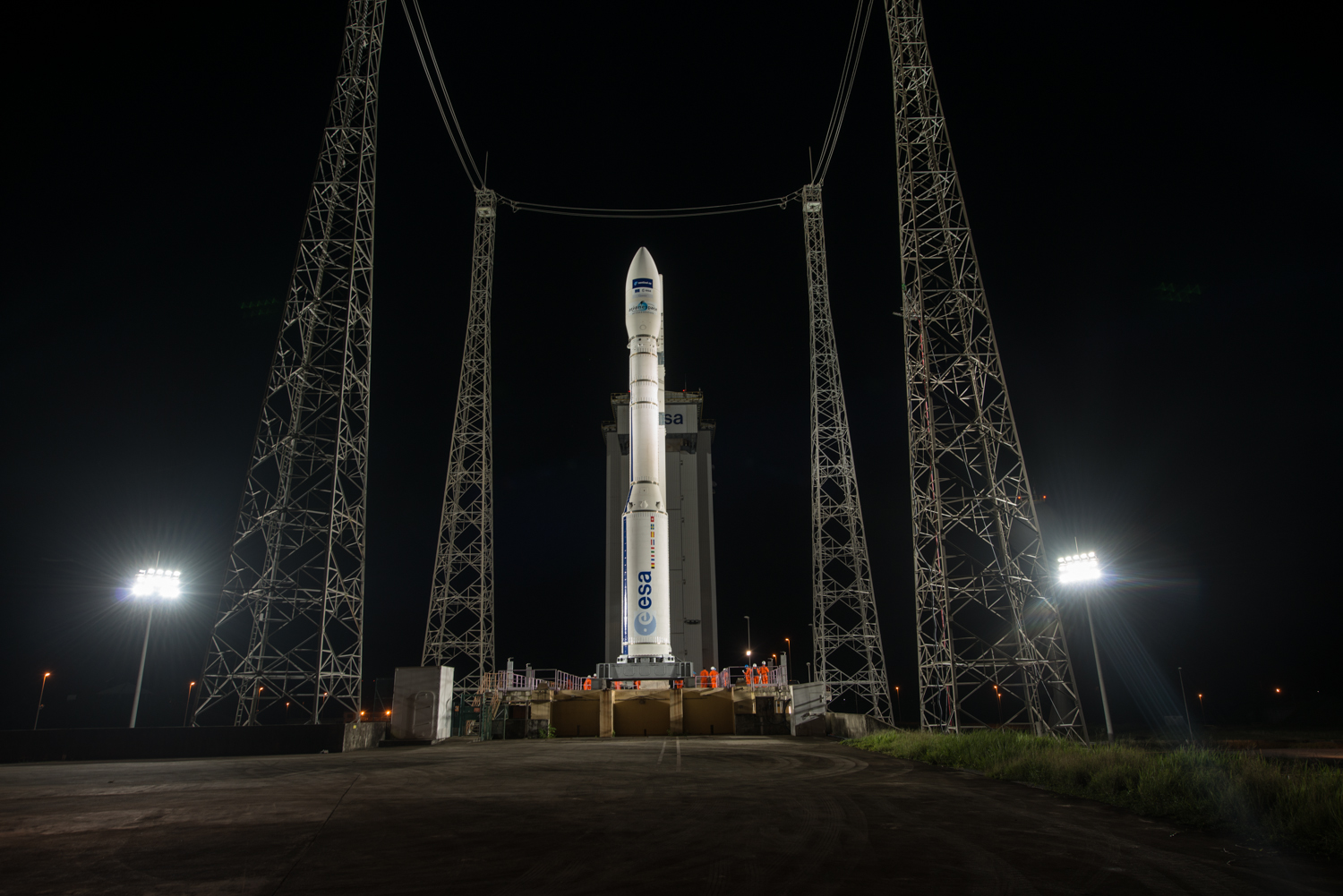

## Historique des vols

### Vol de qualification VV01 (13 février 2012)
Le fonctionnement du lanceur Vega est qualifié par son vol inaugural VV01 (VV pour Vol Vega) qui a lieu le 13 février 2012. Dans le cadre de ce vol, Vega emporte une charge utile de 700 kg qui doit être placée sur une orbite circulaire de 1 450 km avec une inclinaison de 71°. Cette charge utile comprend :
- Le satellite géodésique à rétro-réflecteurs LARES de 400 kg destiné à mesurer l'effet Lense-Thirring de la théorie de la relativité générale qui prend la suite des deux satellites italo-américain LAGEOS en améliorant d'un facteur 10 la qualité des données. Il est développé par l'Italie.
- Le nanosatellite ALMASat-1 de format CubeSat triple développé par l'université de Bologne destiné à valider l'architecture technique développée pour ce format.
- sept nanosatellites de format CubeSat :
  - Xatcobeo développé conjointement par l'université de Vigo et l'Institut national de technique aérospatiale en Espagne comporte un démonstrateur de logiciel pilotant le déploiement d'un panneau solaire et d'antennes radios.
  - ROBUSTA développé par l'université de Montpellier pour tester les effets des radiations sur le fonctionnement d'un composant comprenant des transistors bipolaires.
  - e-st@r (it) de l'École polytechnique de Turin pour tester un système de contrôle d'attitude.
  - Goliat développé par l'université de Bucarest emporte une caméra optique et des instruments de mesure in situ des doses de radiations et des flux de micrométéorites.
  - PW-Sat de l'université de Varsovie doit tester un équipement déployable destiné à freiner le satellite afin d'accélérer la rentrée atmosphérique des CubeSats.
  - MaSat-1 de l'université technologique et économique de Budapest doit tester des équipements d'avionique.
  - UniCubeSat GG de l'université de Rome « La Sapienza » emporte une expérience d'étude du champ gravitationnel de la Terre.

### Échec du lancement VV15 dejuillet 2019
Le décollage a lieu comme prévu le 11 juillet 2019 à 1 h 53 UTC. À 130 s, peu après la séparation du premier étage et l'allumage du deuxième, le lanceur s'écarte de la trajectoire prévue ce qui conduit à l'abandon de la mission et à la perte du satellite Falcon Eye 1. Les débris retombent dans l'océan Atlantique sans causer de dommage.
La commission d'enquête immédiatement constituée rend ses conclusions le 5 septembre 2019. Elle identifie une défaillance thermo-structurale dans le dôme avant de l'enveloppe de l'étage à propergol solide Z23 comme étant la cause probable de l’échec. Le premier étage remplit parfaitement sa mission et le moteur Z23 du deuxième fonctionne correctement pendant 14 s jusqu'à sa défaillance brutale qui brise le lanceur en deux parties. À 213 s, les responsables de la sauvegarde déclenchent l'ordre de neutralisation au lanceur. Les télémesures sont reçues jusqu'à 314 s. La commission d'enquête demande des analyses complémentaires pour confirmer le diagnostic ainsi que la correction des sous-systèmes, processus et équipements mis en cause par les résultats de ces investigations. Arianespace et l'ESA prévoient un retour en vol du lanceur au cours du premier trimestre de 2020.

### Échec du lancement VV17 denovembre 2020
Le 17 novembre 2020, le 17e lancement, qui devait positionner en orbite deux satellites, échoue à la suite d'une déviation de trajectoire de Vega,. Le lanceur et ses deux satellites sont déclarés perdus immédiatement après l'allumage du 4e étage à 1 h 52 UTC. Le premier satellite était TARANIS, satellite de télédétection qui devait étudier les phénomènes lumineux (sprites, TLE) et les bouffées de rayons gamma (TGF) observées dans l'atmosphère terrestre, notamment au dessus des orages. L'autre était SEOSAT-Ingenio, premier satellite d'observation de la Terre espagnol. L'analyse de la télémesure semble indiquer dès le lendemain que les câbles de deux actionneurs de commande du vecteur poussée étaient inversés. Les commandes destinées à l'un des actionneurs seraient passées à l'autre, ce qui aurait engendré la perte de contrôle. Une « commission d'enquête indépendante » (CEI) conjointe entre Arianespace et l'ESA confirme la cause de la défaillance le 18 décembre et recommande des mesures correctives,, après quoi le lanceur pourra reprendre du service. La commission explique que l'inversion des connexions électriques est due à une procédure d’intégration trompeuse et qu'elle n'a pas été détectée à travers les différentes étapes de contrôle et les tests exécutés entre l'intégration de l'étage supérieur AVUM et l'acceptation finale du lanceur, en raison d'incohérences entre les exigences spécifiques et les contrôles prescrits. Selon le directeur général d'Avio, le maître d'œuvre de Vega, ce problème n'a pas eu lieu dans le passé car les employés avaient l'expérience des procédures et étaient capables de combler les lacunes dans la documentation. Un groupe de travail piloté par l'ESA et Arianespace est mis en place dans la foulée pour mettre en œuvre la feuille de route proposée par la CEI et suivre de près son application par Avio. Ces actions rendent possible le lancement suivant (VV18) le 29 avril 2021. Cette mission transportant le premier satellite Pléiades Neo construit par Airbus Defence and Space, celui-ci a pu, à sa demande, vérifier que toutes les actions avaient été correctement menées en ayant un aperçu de la mise en œuvre des recommandations. Le lancement VV18 permet à Vega de renouer avec le succès, plus de 5 mois après cet échec.

### Échec du lancement VV22 dedécembre 2022
Le 21 décembre 2022, le 22e lancement (premier lancement commercial de la version Vega-C), qui devait positionner en orbite les deux satellites Pléiades Neo 5 et 6, échoue à la suite d'une défaillance de son second étage Zefiro 40. Après l'allumage nominal de cet étage après 144 secondes de vol, une baisse de pression a été observée, conduisant à la fin prématurée de la mission. Le lanceur et ses deux satellites sont déclarés perdus environ 3 minutes après le décollage,. La paire de satellites était assurée pour une valeur totale de 225 millions de dollars. Les vols de Vega sont aussitôt suspendus, et une commission d’enquête indépendante est annoncée dans la journée par Arianespace et l'ESA. Cet échec est retentissant pour l'industrie spatiale européenne car il coïncide avec la fin de vie d’Ariane 5, les retards d'Ariane 6 et l'arrêt des vols Soyouz depuis le Centre spatial guyanais faisant suite à l'invasion de l'Ukraine par la Russie. Sans Vega, l'Europe se retrouve ainsi temporairement sans lanceur disponible. Le 3 mars 2023, les conclusions de l'enquête révèlent que la défaillance en vol provient du col de la tuyère du Zefiro 40. Cette pièce critique, en composite carbone/carbone, n'a supporté ni la pression ni la température du vol en raison d'une trop forte érosion thermo-mécanique, due à un manque d'homogénéité du matériau. Alors qu'ArianeGroup fournissait les cols de tuyère des étages Zefiro 23 sur Vega, le maître d’œuvre Avio, dans une logique de réduction de coûts, a décidé pour Vega C de confier la fabrication de cette pièce à la société ukrainienne Youjnoye. Seuls trois exemplaires ont pu être livrés avant la guerre en Ukraine et la fermeture de l'usine de Dnipro. Les exemplaires fournis auparavant pour les tests et le vol inaugural avaient des caractéristiques supérieures aux spécifications requises par Avio ; le col de tuyère responsable de l'échec était le premier à être conforme. C'est pourquoi le problème n'avait jamais été détecté. Le composite carbone/carbone utilisé étant inapte, il est alors interdit de vol et remplacé par un matériau équivalent produit par ArianeGroup. Avio a ainsi depuis confié à nouveau la fabrication des cols de tuyère à ArianeGroup, ce qui devrait faciliter le retour en vol de Vega-C, alors prévu en fin d'année 2023 avec le lancement de Sentinel-1C,,,. Le 28 juin 2023, l'essai à feu statique de requalification de l'étage Z40 échoue à cause d'une nouvelle anomalie, toujours due à la tuyère. Ce nouveau problème retarde le retour en vol de Vega-C, repoussé donc en décembre 2024.
Cependant, il reste encore deux exemplaires construits du lanceur Vega, qui permettent d'effectuer deux derniers lancements. Le premier est effectivement réalisé le 9 octobre 2023 et le second doit être réalisé au second semestre de 2024, emportant le satellite Sentinel-2C (au lieu du satellite Biomass initialement prévu). Deux des quatre réservoirs d'ergols de l'étage AVUM du lanceur sont détruits par erreur, compliquant la réalisation de ce lancement. Le constructeur choisit alors d'adapter des éléments d'un étage AVUM+ d'une Vega-C pour effectuer ce dernier lancement qui a lieu le 5 septembre 2024,,.
Le 28 mai 2024, un nouveau design de tuyère est testé avec succès par Avio. Un deuxième test à feu est réalisé avec succès le 3 octobre 2024,.

### Historique des vols réalisés et vols planifiés
La fréquence de lancement prévue est de une à deux missions par an pendant dix ans avec la possibilité de porter cette fréquence à quatre missions, limite fixée par les installations de lancement. L'ESA et Arianespace passent commande à European Launch Vehicle (ELV), l'industriel responsable du programme, de cinq lanceurs Vega pour les missions financées par le programme VERTA. En 2011, avant le premier tir de qualification, Arianespace engrange deux commandes pour deux satellites de la série Sentinel chargés de l'observation de la Terre et des océans (tirs planifiés pour 2014 et 2016). Le premier contrat non européen est signé en 2012 pour le compte du gouvernement du Kazakhstan. Il s'agit de lancer au deuxième trimestre 2014, depuis le Centre spatial guyanais de Kourou en Guyane, le satellite d'observation de la Terre DZZ-HR, construit par la société européenne Astrium (groupe EADS), d'un poids au décollage d'environ 900 kilogrammes, à placer sur une orbite héliosynchrone à environ 750 kilomètres d'altitude. Avio planifie de réaliser dès 2025 quatre vols par an et ensuite, grâce à la construction d'un nouveau bâtiment d'intégration lanceur, monter à cinq. Le rapport d'activités d'Avio annonce également que le premier vol du Space Rider est prévu pour 2027.
- Succès
- Échec
- Échec partiel
- Planifié

## Vegaet le marché des petits lanceurs
Vega est en concurrence avec de nombreux lanceurs sur le marché relativement étroit des charges utiles de petite taille à destination de l'orbite terrestre basse. Elle côtoie ainsi les lanceurs russo-ukrainiens Rokot et Dnepr, le lanceur indien PSLV, les lanceurs américains Taurus et Minotaur I à IV, certains lanceurs chinois Longue Marche et des lanceurs en cours de développement comme les lanceurs russes Soyouz-2-1v et Angara 1.1 et les lanceurs américains Falcon 1e (lanceur abandonné) et Minotaur V.
Début 2012, le prix commercial officiel d'un lancement Vega est de 32 millions de dollars américains. Le coût de fabrication est de 25 millions de dollars si la fréquence de deux vols par an est maintenue, et les coûts de commercialisation (Arianespace) et de lancement (Kourou) se montent à 7 millions de dollars. Selon les responsables du programme, Vega peut se permettre d'être 20 % plus cher que ses concurrents compte tenu de la qualité de la prestation.
| Caractéristiques                                                                     | Vega                   | Taurus                    | PSLV                      | Soyouz 2-1v            | Angara 1.1             |
| ------------------------------------------------------------------------------------ | ---------------------- | ------------------------- | ------------------------- | ---------------------- | ---------------------- |
| Masse au décollage                                                                   | 137 t                  | 73 t                      | 294 t                     | 160 t                  | 149 t                  |
| Hauteur                                                                              | 29,9 m                 | 27,9 m                    | 44 m                      | 44 m                   | 34,9 m                 |
| Diamètre                                                                             | 3 m                    | 2,35 m                    | 2,8 m                     | 2,05 m                 | 2,9 m                  |
| Charge utile en orbite héliosynchrone                                                | 1,5 t                  | 0,66 t                    | 1,2 t                     |                        |                        |
| Charge utile en orbite polaire                                                       | 1,5 t                  | 1,07 t                    | 1,55 t                    |                        |                        |
| Charge utile en orbite basse circulaire                                              | 2,3 t                  | 1,35 t                    | 3,7 t                     | 3 t                    | 2 t                    |
| Prix officiel d'un lancement                                                         | 32 millions de dollars | 30–40 millions de dollars | 25–35 millions de dollars | 30 millions de dollars | 15 millions de dollars |
| Prix au kg (orbite basse)                                                            | 14 000 dollars         | 30 000 dollars            | 10 000 dollars            | 10 000 dollars         | 7 500 dollars          |
| Taux de succès                                                                       | 15 sur 17 (88 %)       | 6 sur 9 (67 %)            | 37,5 sur 39 (96 %)        | 6 sur 6 (100 %)        | -                      |
| Nombres maximal de lancements consécutifs réussis Pourcentages sur le nombre de vols | 14 82 %                | 5 56 %                    | 35 90 %                   | 6 100 %                | -                      |

## Multimédia: vidéos
- Lancement du vol 14.